# Phalera bobi
Phalera bobi är en fjärilsart som beskrevs av Swinhoe 1885. Phalera bobi ingår i släktet Phalera och familjen tandspinnare. Inga underarter finns listade i Catalogue of Life.